# Callie Khouri

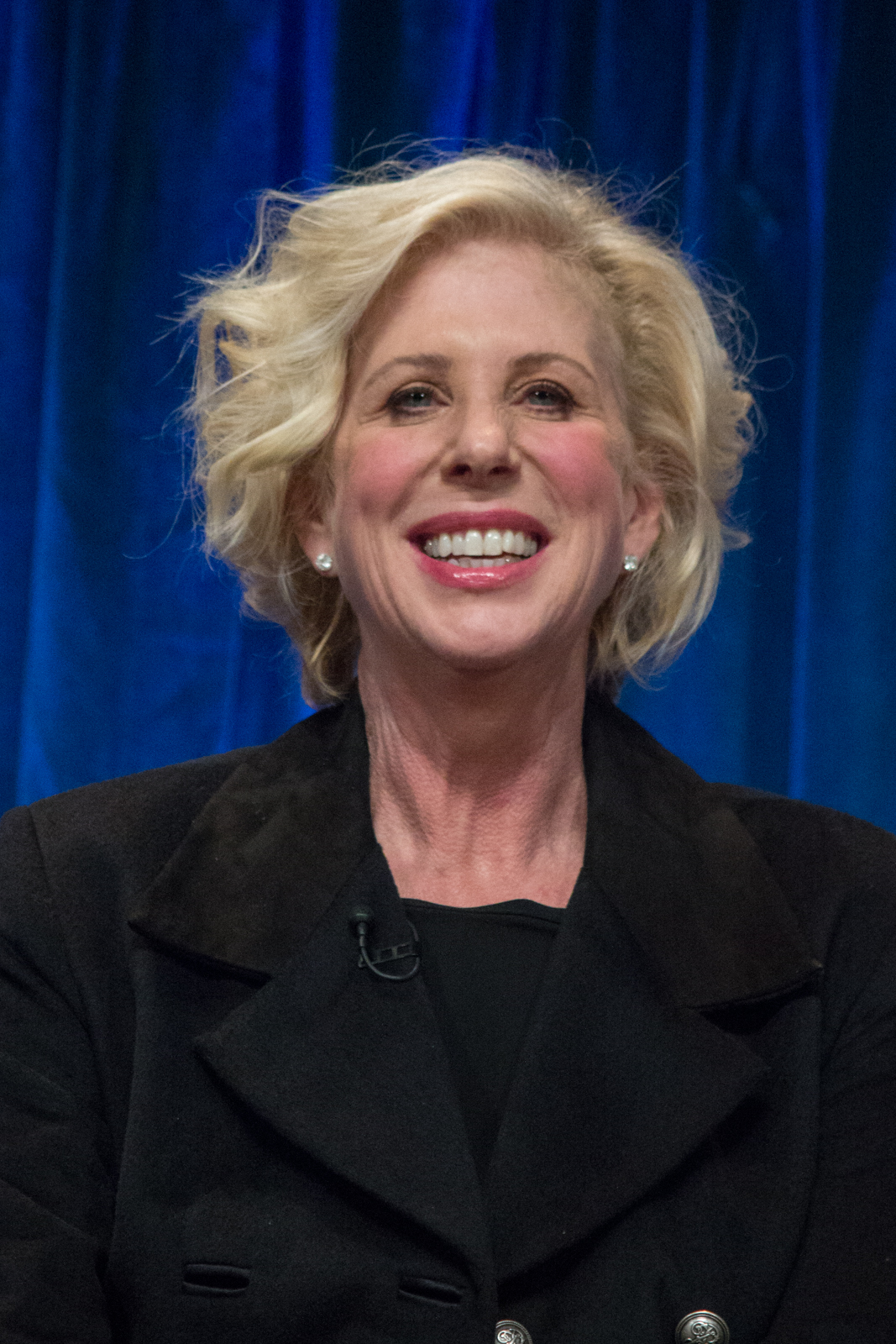
Callie Khouri (2013)

Callie Khouri (eigentlich: Carolyn Ann Khouri; * 27. November 1957 in San Antonio, Texas, USA) ist eine US-amerikanische Drehbuchautorin, Filmregisseurin und Filmproduzentin.

## Leben
Callie Khouri wuchs in ihrem Heimatstaat Texas, aber auch in Kentucky auf. Zunächst plante sie, Landschaftsarchitektur zu studieren, und schrieb sich dafür an der Purdue University ein. Doch Khouri war schnell klar, dass sie es beim Film versuchen wollte, so dass sie 1982 nach Los Angeles zog, um Drama am dortigen Lee Strasberg Theatre and Film Institute zu studieren.
In den ersten Jahren ihrer Karriere arbeitete Khouri als Assistentin bei der Produktion verschiedener Musikvideos, bis ihr 1991 über Nacht der Durchbruch gelang. Für ihr Drehbuch zum Drama Thelma & Louise, ihr Filmdebüt als Autorin und Produzentin, wurde sie 1992 mit dem Oscar und dem Golden Globe Award ausgezeichnet.
Im Jahr 2002 feierte Khouri mit der Filmkomödie Die göttlichen Geheimnisse der Ya-Ya-Schwestern auch ihr Debüt als Spielfilmregisseurin.
2004 war Khouri eine potenzielle Kandidatin für den Posten des Regisseurs von Harry Potter und der Gefangene von Askaban, unterlag jedoch dem Mexikaner Alfonso Cuarón. Seit 2012 ist sie als Drehbuchautorin und Regisseurin an der ABC-Serie Nashville beteiligt.
Sie war seit Mai 1990 mit dem Filmproduzenten David W. Warfield verheiratet. Im Jahr 2006 heiratete sie in zweiter Ehe den Musikproduzenten T-Bone Burnett.
Gemeinsam mit Tracey Scott Wilson schrieb sie die Story zum Aretha-Franklin-Biopic Respect, das 2021 in die Kinos kam.

## Filmografie
- 1991: Thelma & Louise
- 1995: Power of Love (Something to Talk About)
- 2002: Die göttlichen Geheimnisse der Ya-Ya-Schwestern (Divine Secrets of the Ya-Ya Sisterhood)
- 2008: Mad Money
- 2012–2018: Nashville (Fernsehserie)
- 2021: Respect

## Auszeichnungen
- 1992: Oscar/Bestes Originaldrehbuch für Thelma & Louise
- 1992: Golden Globe Award/Bestes Filmdrehbuch für Thelma & Louise
- 1992: WGA Award für Thelma & Louise
- 1992: Nominiert für den BAFTA Award für Thelma & Louise
- 2012: Nominiert für den WGA Award für Nashville